# Руст, Вильгельм
Вильгельм Руст (нем. Wilhelm Rust; 15 августа 1822, Дессау — 2 мая 1892, Лейпциг) — немецкий композитор, музыковед и хормейстер. Внук Фридриха Вильгельма Руста.
Учился в Дессау игре на органе и фортепиано у своего дяди, затем в 1843—1846 гг. занимался у Фридриха Шнайдера. Работал кантором в знаменитом хоре мальчиков при лейпцигской школе Святого Фомы, с 1849 г. в Берлине. Дирижировал лейпцигским и берлинским Баховскими обществами. В 1868 г. стал почётным доктором Марбургского университета, с 1870 г. преподавал в Консерватории Штерна. В 1878 г. назначен органистом Церкви Святого Фомы.